# Kondensator

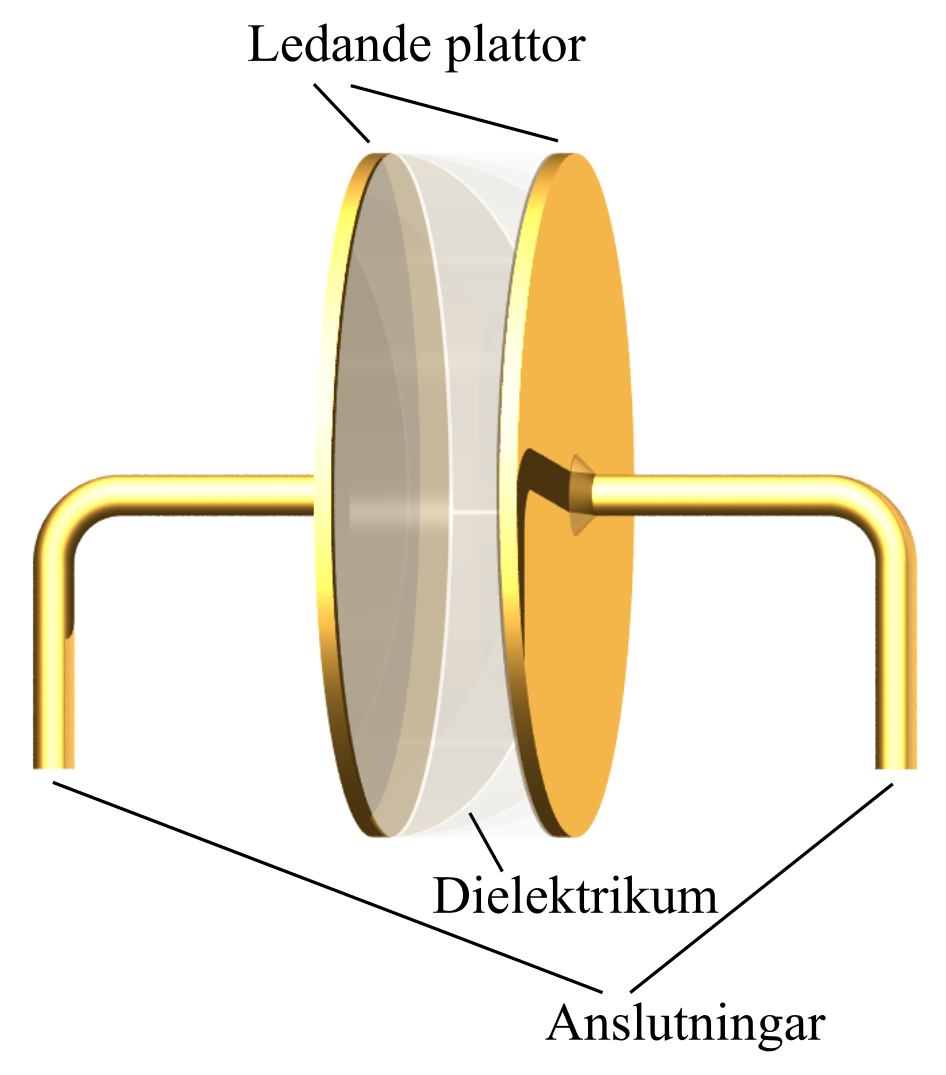
Principskiss av en plattkondensator.

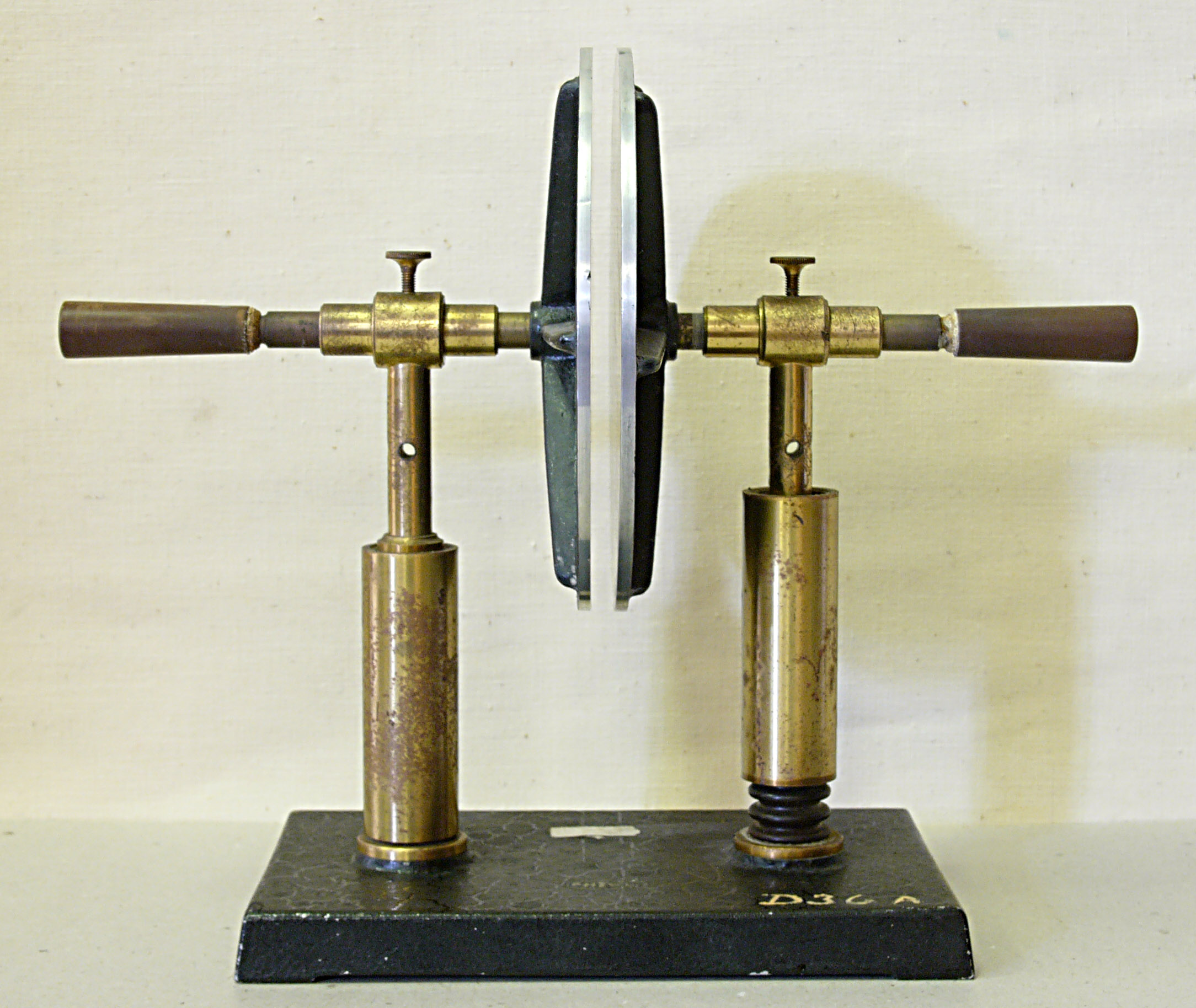
Plattkondensator för demonstrationsbruk.

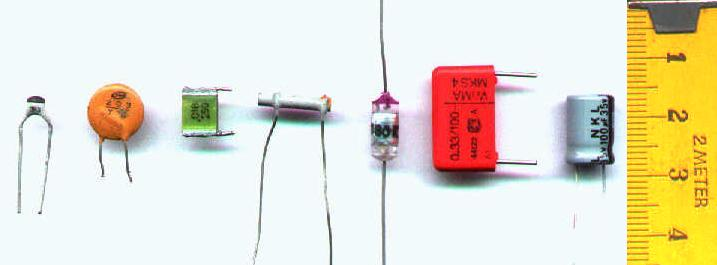
Olika typer av kondensatorer.

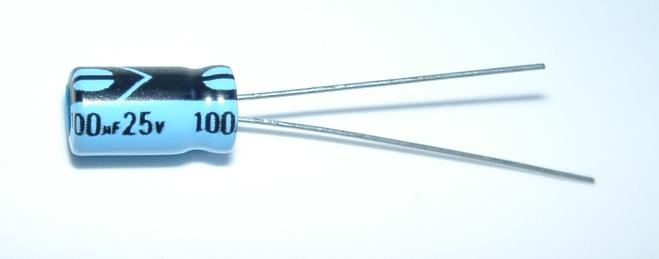
Elektrolytkondensator.

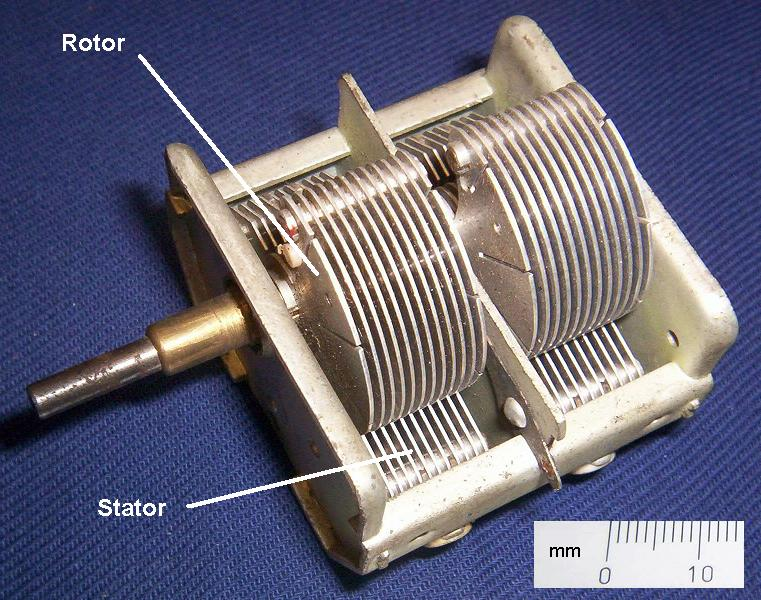
Vridkondensator.

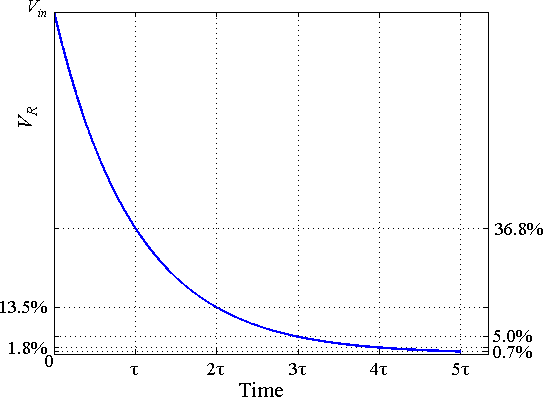
Exponentiellt avklingande spänning som funktion av antalet RC-tider.

En kondensator är en passiv elektronisk komponent (jämte resistorer, memristorer och induktorer). Den har förmågan att lagra elektrisk laddning och utgör funktionen för vissa batterier.

## Principen
Kondensatorn karaktäriseras av sin kapacitans C som mäts i enheten farad. Två plattor med arean A och det inbördes avståndet d, har kapacitansen
{\displaystyle \ C\approx \epsilon _{r}\epsilon _{0}\cdot {\frac {A}{d}}} om {\displaystyle A\gg d^{2}},
där {\displaystyle \epsilon _{0}} är permittiviteten i vakuum, {\displaystyle \epsilon _{r}} är relativa permittiviteten för materialet mellan plattorna ({\displaystyle \epsilon _{r}\approx 1} för luft). Materialet mellan plattorna kallas för dielektrikum. Materialet som används som dielektrikum definierar vanligen kondensatortypens namn som exempelvis: keramisk, plast, papper eller aluminiumoxid (denna typ kallas dock elektrolytkondensator). Det dielektriska materialet påverkar starkt en kondensators egenskaper och prestanda.
Elektricitetsmängden, det vill säga den laddningsmängd Q som kan lagras i kondensatorn, är proportionell mot den pålagda spänningen U över kondensatorn enligt sambandet
{\displaystyle \ Q=CU}
Ingen ström flyter mellan plattorna. Mellanrummet fylls ofta med ett isolerande material med hög permittivitet för att öka kapacitansen.
Det finns även kondensatorer med variabel kapacitans, vridkondensatorer och trimkondensatorer. En vridkondensator används för frekvensväljaren på en radioapparat och då man vrider på ratten för stationsinställning ändrar man vridkondensatorns kapacitans. En trimkondensator justeras däremot i samband med trimningen av en elektronisk apparat och inställningen av denna ändras i regel inte därefter (den är inte tillgänglig från apparatens utsida).
Farad, F, är den härledda SI-enheten för kapacitans. Vanligt förekommande kondensatorer har typiskt en kapacitans av storleksordningarna pF, nF eller µF.
Energin G lagrad i en kondensator med konstant kapacitans C ges av
{\displaystyle \ G=\int _{U_{0}}QdU=\int _{U_{0}}CUdU={\frac {1}{2}}CU^{2}.}

## Upp- och urladdning
Medan kondensatorn laddas upp flyter en uppladdningsström genom kretsen. När kondensatorn kortsluts urladdas den med en hastighet som begränsas av kretsens resistivitet och kondensatorns kapacitans. I en RC-krets (kondensator och resistor seriekopplade) kännetecknas upp- och urladdningstiderna av τ = RC, där R är resistorns resistansvärde och C kapacitansen.
Kondensatorn laddas upp under en viss tid och kan sedan verka som en spänningskälla med hög effekt.

## Andra kapacitiva element
Inom elektrokemi uppträder ett kapacitansfenomen även då en ström flyter genom komponenten. (Plattorna kan motsvara kontaktytan mellan två material). Den "allmänna kapacitansen" (i engelska artiklar betecknad "kemisk kapacitans" eller "pseudokapacitans") definieras som
{\displaystyle C={\frac {dQ}{dU}}}
eller
{\displaystyle c={\frac {\partial G}{\partial \mu }},}
där G är den termodynamiska potentialen (Gibbs fria energi, den energi som kan utnyttjas vid en kemisk reaktion; samma G användes ovan för att beteckna lagrad energi i en kondensator) och µ den kemiska potentialen.
En suprakondensator (eller kemisk kondensator) kan användas som ett batteri inom vissa områden, exempelvis som energikälla för satelliter. Den effekt som suprakondensator kan avge är större än den effekt ett traditionellt batteri kan avge. Suprakondensatorn har en stor kapacitans, upp till några farad, vilket är en mycket större kapacitans än vad de övriga kondensatorertyperna har. Den stora kapacitansen beror på att kontaktytan mellan materialen är mycket stor då molekylerna är vecklade kring varandra.